# Psychomyia suriganella
Psychomyia suriganella is een schietmot uit de familie Psychomyiidae. De soort komt voor in het Oriëntaals gebied.